# Silene haussknechtii
Silene haussknechtii är en nejlikväxtart som beskrevs av Heinrich Carl Haussknecht. Silene haussknechtii ingår i släktet glimmar, och familjen nejlikväxter. Inga underarter finns listade i Catalogue of Life.